# Trattato di Londra (1861)
Il trattato di Londra del 1861 è stato un accordo firmato da Francia, Spagna e Regno Unito il 31 ottobre al fine di concordare un'azione per ottenere dal Messico il pagamento dei prestiti ottenuti.

## Contesto
Alla metà del XIX secolo, dopo anni di guerra civile il Messico era sull'orlo della bancarotta e per cercare di coprire le spese più urgenti il presidente ad interim Miguel Miramón decise di chiedere un prestito alla Jecker and Company, una società di finanziamenti. Il prestito era composto da 15.000.000 di pesos in obbligazioni nazionali, 619.000 pesos in contanti e 368.000 pesos in abbigliamento per l'esercito.
Qualche tempo dopo, nel 1860 Miramón nazionalizzò un fondo da 660.000 pesos composto principalmente da depositi di obbligazionisti britannici. Nello stesso anno Benito Juárez, oppositore di Miramón, si impadronì di circa 1.100.000 pesos depositati presso un conto a Laguna Seca promettendo di pagarvi un interesse del 12%.
Nel giugno 1861 Juárez conquistò il potere ma non fu in grado di ripagare il debito contratto.

## Il trattato
Il trattato di Londra era composto da cinque articoli:
- Le parti concordavano una spedizione congiunta per bloccare i principali porti messicani.
- Ai comandanti delle operazioni sarebbe stata data carta bianca per raggiungere il fine di proteggere i cittadini europei.
- Nessuna delle potenze partecipanti alla spedizione avrebbe cercato di trarre vantaggi territoriali o politici o avrebbe cercato di intromettersi negli affari interni del Messico.
- Una commissione composta da tre membri avrebbe avuto il compito di far rispettare le legittime richieste dei debitori distribuendo le riparazioni.
- Gli Stati Uniti venivano invitati ad unirsi alla spedizione senza che tale invito potesse comportare ritardi nell'avvio della spedizione[4].